# ARV General Urdaneta (F-23)
La fregata venezuelana General Urdaneta è la terza di sei unità missilistiche della Classe Mariscal Sucre tipo Lupo che il Venezuela ordinò ai cantieri italiani nel 1975 e che costruite tra il 1976 e il 1979 entrarono in servizio tra il 1980 e il 1982. La General Urdaneta è stata costruita nei Cantieri Navali Riuniti, (società allora controllata dalla Fincantieri), di Ancona in Italia ed è entrata in servizio nella marina venezuelana l'8 agosto 1981.

## Servizio
Nel corso degli anni ha partecipato ad importanti esercitazioni navali internazionali ed è stata protagonista dell'esercitazione multinazionale UNITAS.
Col cambio di nome della forza navale venezuelana, il prefisso dell'unità è diventato da ARV a AB (Armada Bolivariana).

## Galleria d'immagini

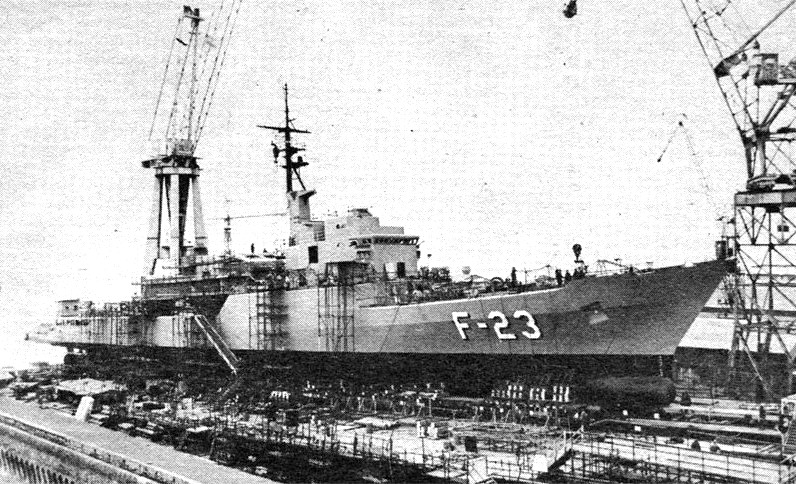
Durante i lavori di costruzione ad Ancona
Durante le prove in Italia prima della consegna[3]
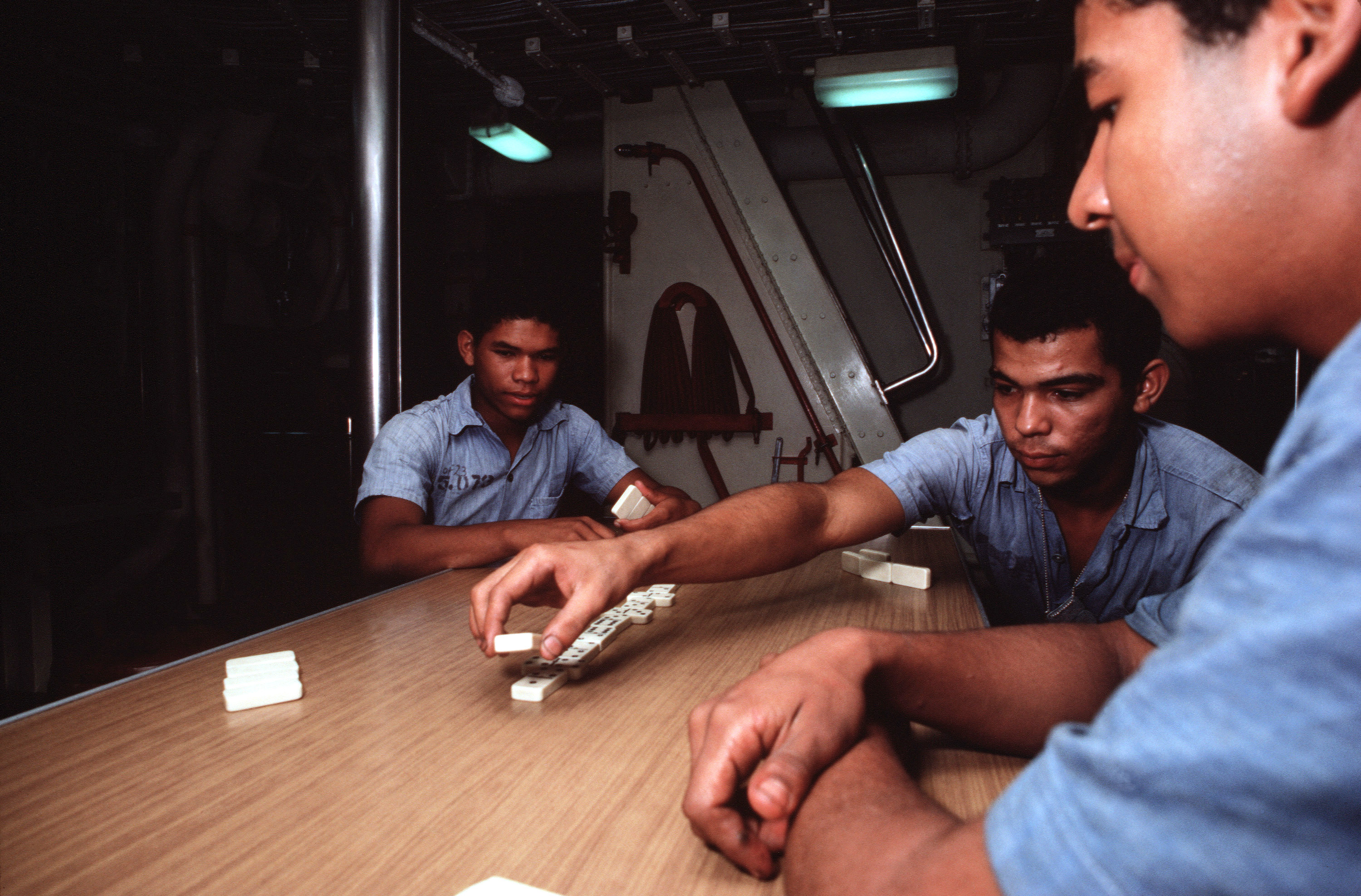
Momenti di relax del personale di bordo durante l'esercitazione UNITAS XXV
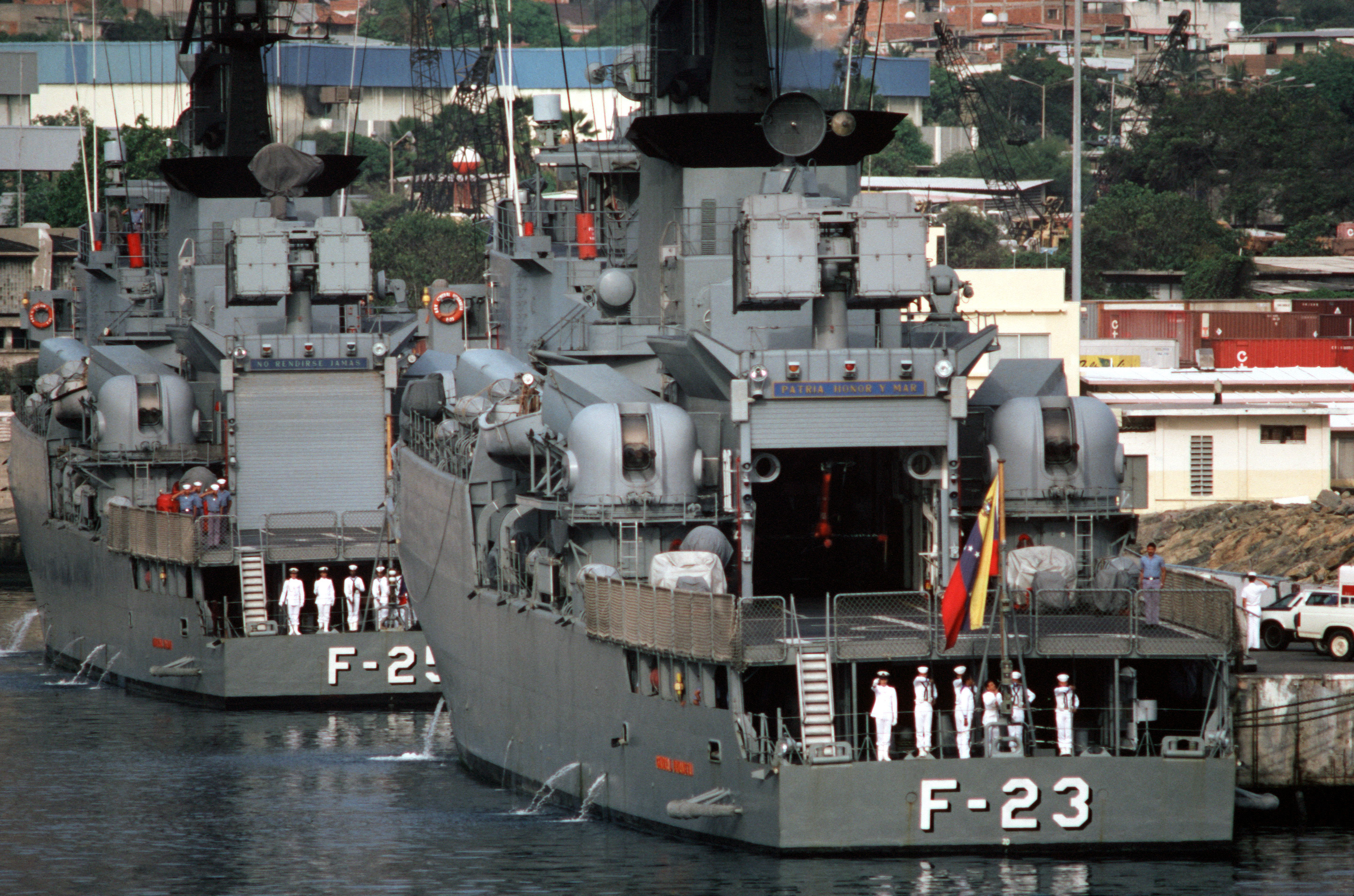
Di poppa al gemello General Salòm